# ヴラティスラフ・ロクヴェンツ
ヴラティスラフ・ロクヴェンツ（Vratislav Lokvenc, 1973年9月27日 - ）は、チェコ出身の元同国代表サッカー選手。ポジションはFW。
ヤン・コレルに次ぐチェコ代表長身選手。コレルとはACスパルタ・プラハ時代からのライバルである。
長身を活かしたポストプレーとヘディングが魅力。コレル程ではないがボディバランスも高い。

## 経歴
ドイツ・ブンデスリーガで6年間プレーをした後、オーストリア・ブンデスリーガの強豪レッドブル・ザルツブルクに移籍。得点やアシストを記録するものの、スタメン定着に至らなかったため、試合出場の場を求めてスイス・スーパーリーグに属するFCバーゼルへレンタル移籍する。シーズン終了後は一時的にレッドブル・ザルツブルクに復帰。
2008年の夏にドイツ2部に昇格したFCインゴルシュタット04に移籍。2008-2009シーズン終了後に引退。

## 所属クラブ
- SKフラデツ・クラーロヴェー 1992-1994
- ACスパルタ・プラハ 1994-2000
- 1.FCカイザースラウテルン 2000-2004
- VfLボーフム 2004-2006
- レッドブル・ザルツブルク 2006-2008

→ FCバーゼル 2008 (loan)
- FCインゴルシュタット04 2008-2009

## 代表歴

### 出場大会
- チェコ代表
  - 2006 FIFAワールドカップ

### 試合数
- 国際Aマッチ 74試合 14得点（1995年-2006年）[2]

| チェコ代表 | 国際Aマッチ | 国際Aマッチ |
| 年         | 出場        | 得点        |
| ---------- | ----------- | ----------- |
| 1995       | 2           | 0           |
| 1996       | 0           | 0           |
| 1997       | 4           | 0           |
| 1998       | 10          | 1           |
| 1999       | 8           | 1           |
| 2000       | 10          | 0           |
| 2001       | 11          | 3           |
| 2002       | 5           | 1           |
| 2003       | 5           | 2           |
| 2004       | 9           | 1           |
| 2005       | 5           | 4           |
| 2006       | 5           | 1           |
| 通算       | 74          | 14          |

## 獲得タイトル
- チェコリーグ：5回 (1994-95, 1996-97, 1997-98, 1998-99, 1999-2000)
- オーストリア・ブンデスリーガ：1回 (2006-07)